# Vescomtat d'Auloron
|  | Per a altres significats, vegeu «Auloron». |

El vescomtat d'Auloron fou una jurisdicció feudal de Gascunya centrada en l'antiga vila romana d'Iluro (Auloron) format per les valls de Varetons, Aspa i Aussau.
El 819 Llop fou reconegut com a comte d'una part de Gascunya i va repartir els seus dominis entre dos fills: Donat, que va rebre el comtat de Bigorra, i Cèntul, que va rebre el vescomtat de Bearn. En aquest repartiment no es va incloure Auloron, a tocar del Bearn, que va quedar en mans de la branca ducal fins a la mort de Sanç IV de Gascunya, en què va deixar aquestes terres, junt amb les de Dacs, Orte, Tursan i Gabardà, al seu fill Aner, que segurament ja les governava abans amb el títol de vescomte de Gascunya. Aner va morir vers el 978 i a Auloron, Dacs i Orte el va succeir el seu fill Llop, que va morir vers el 985, deixant repartida l'herència: al seu fill Arnau I li va deixar el vescomtat de Dax amb Orte, i al fill Aner li va deixar Auloron. Aner va governar fins al 1009, menys un període en què el vescomtat fou usurpat per Cèntul III de Bearn (abans del 1004). No va deixar fills, només una filla anomenada Àngela que estava casada des no feia massa amb el net de Cèntul III, Cèntul IV el vell (mort 1058) amb el que Auloron va quedar incorporat permanent al Bearn. El 1077 el Bearn, incrementat amb el vescomtat d'Acqs i terres a Orte i Sàlies, va ser rellevat pels ducs d'Aquitània dels seus deures feudals i va esdevenir plenament independent.

## Llista de vescomtes
- Aner I 977-978
- Llop I 978-985
- Aner II 985-1002
- Cèntul I (III de Bearn) 1002-1004
- Aner II 1004-1009
- Àngela 1009-?
- Cèntul II (IV de Bearn) 1009-1058 (espòs)
- Unit al Bearn